# Canonizzazione

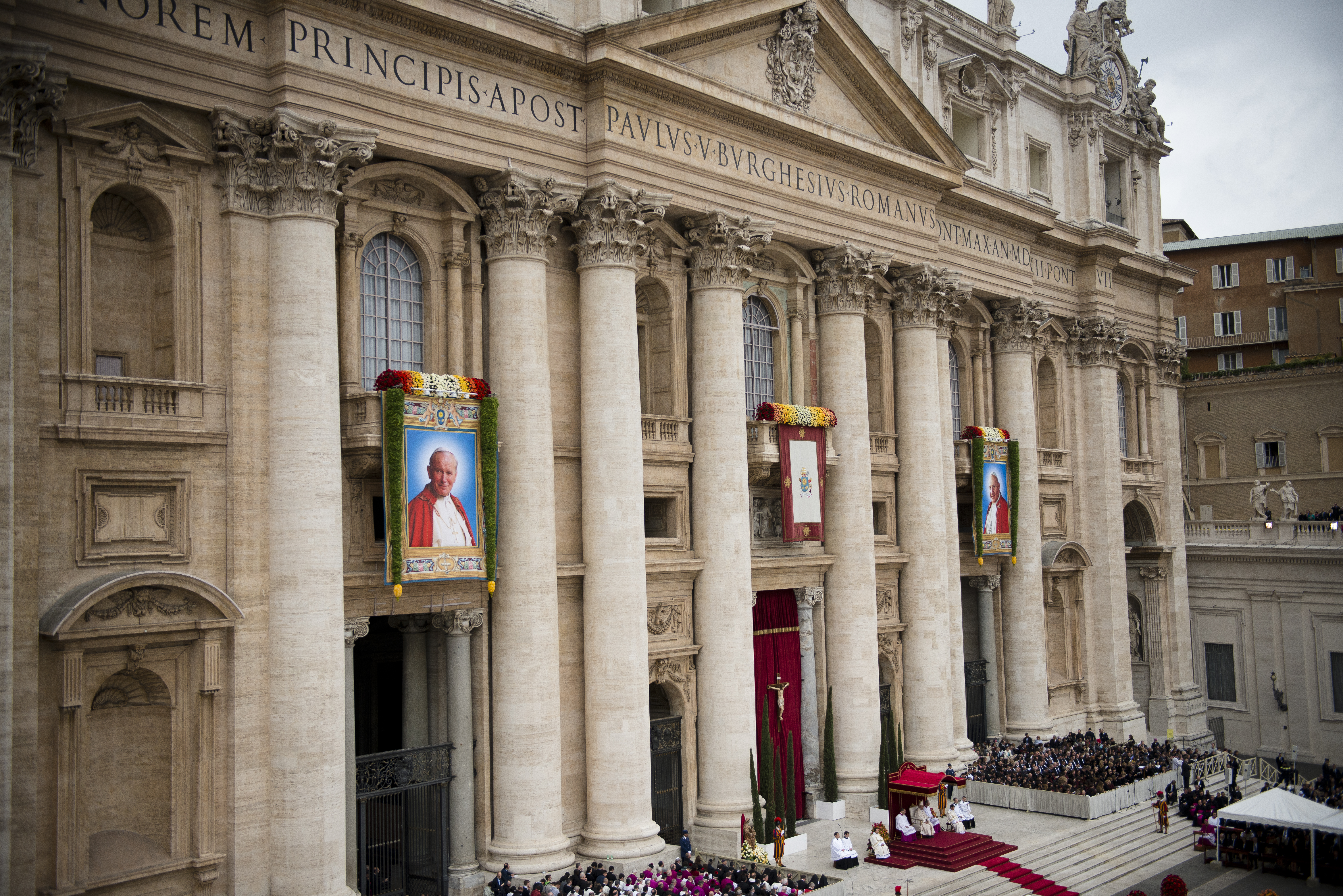
Un momento della canonizzazione di papa Giovanni Paolo II e papa Giovanni XXIII, celebrata da papa Francesco il 27 aprile 2014 in piazza San Pietro

La canonizzazione è la dichiarazione ufficiale della santità di una persona defunta da parte di una confessione cattolica o ortodossa. Emettendo questa dichiarazione, si proclama che quella persona si trova in Paradiso e in più, rispetto alla semplice beatificazione, se ne permette la venerazione come santo nella Chiesa universale, mentre con il processo di beatificazione se ne permette la venerazione nelle Chiese particolari.
È una consuetudine in uso presso la Chiesa cattolica, incluse le Chiese di rito orientale, e la Chiesa ortodossa. La Chiesa anglicana non usa la canonizzazione (unica eccezione in tutta la sua storia è la canonizzazione di Carlo I d'Inghilterra). Le altre chiese protestanti, invece, rifiutano il concetto stesso di una canonizzazione pronunciata da una qualsiasi autorità ecclesiale: secondo queste confessioni, il destino delle persone è conosciuto soltanto da Dio, e la parola santo viene utilizzata in riferimento al credente che "soltanto per grazia" ha ricevuto il dono della fede e della salvezza, non a una persona che si troverebbe già in Paradiso.
Nella Chiesa cattolica, la canonizzazione avviene al termine di un'apposita procedura, che dura in genere vari anni, chiamata processo di canonizzazione (o processo canonico). Tra le altre cose, negli ultimi decenni, è richiesto che vengano riconosciuti dei miracoli attribuiti all'intercessione della persona oggetto del processo. La decisione finale sulla canonizzazione è in ogni caso riservata al papa, che sancisce formalmente la conclusione positiva del processo canonico attraverso un atto pontificio. Il Sommo Pontefice e l'intero processo di canonizzazione non determinano se una persona sia santa, non ne "causano la santità", bensì accertano che essa sia morta in tale stato e faccia quindi parte della Comunione dei santi.
I tempi di canonizzazione sono estremamente variabili: se Pier Damiani fu canonizzato 756 anni dopo la morte, Antonio di Padova fu elevato alla gloria degli altari solamente 352 giorni dopo il decesso, mentre l'intero processo di canonizzazione di Pietro da Verona durò appena 337 giorni.

## Evoluzione storica
Se la venerazione, più o meno marcata, di defunti particolarmente incisivi nella storia del Cristianesimo sorse molto presto, come testimoniano iscrizioni e fonti di vario genere, è solo nel secondo millennio di vita della Chiesa che nasce un vero e proprio processo di canonizzazione. Tuttavia, date le enormi differenze storiche che contraddistinguono la millenaria storia della Chiesa, si suole distinguere sei grandi periodi per quel che riguarda l'evoluzione del processo di canonizzazione, cinque storici più l'attuale.

### I-V secolo
Nei primi cinque secoli di vita delle comunità cristiane, non si parla propriamente di santi, ma più di martiri: la venerazione dei defunti si focalizza soprattutto su quelle persone che, pur di non rinnegare il Signore e il suo messaggio rivelatore, preferirono immolare la propria vita come testimonianza di fede. Ovviamente non esistevano questioni formali da assolvere per venerare un martire: il martirio era un fatto di dominio pubblico, confermato dalle autorità romane competenti che poi eseguivano la pena capitale. Nascono in questo periodo i martirologi, ovvero cataloghi e raccolte dove venivano inseriti i fedeli secondo nome, giorno della messa a morte e luogo di sepoltura, probabilmente per onorarli presso il sepolcro nella ricorrenza del giorno della loro morte.
Un cambio radicale si ha nel periodo della fine delle persecuzioni, prima con la pace costantiniana (313) poi con l'editto di Tessalonica. Questa situazione sociopolitica porta ad aggiungere al culto dei martiri, quello dei confessori, ovvero fedeli che avevano subito gravi violenze durante il periodo delle persecuzioni ma erano riuscite a sfuggire la morte, oppure persone che si erano conformate a Cristo per la propria vita terrena, con penitenze fuori dal normale, vita ascetica e scelte di vita simili. Si deve notare che i confessori in vita dovevano aver patito sofferenze pari ad un martirio non cruento, così da essere venerati come i martiri.
Sia i martiri che i confessori vengono venerati con moto spontaneo collettivo, senza iniziative o approvazioni di natura ecclesiastica. Non v'è traccia di formalizzazioni processuali, sia per la poco sviluppata organizzazione della Chiesa, sia per la mancanza effettiva della necessità di accertamenti, dato che i segni del martirio o di altre testimonianza di fede così marcate sono evidenti e di pubblico dominio.

### VI-XI secolo
È col progressivo crollo dell'Impero romano d'Occidente ed i sempre più frequenti contatti con le varie popolazioni barbariche che si avviò un cambiamento di rilievo, sempre più accentuato con l'inizio del Medioevo: vide la luce una forma embrionale di processo di canonizzazione, operato dai vescovi che autorizzano la venerazione dopo una sommaria inchiesta e la redazione della Vita del santo, ovvero una sorta di biografia agiografica contenente i suoi miracoli. Si parla in questo periodo di "canonizzazione vescovile". È fino al X secolo che la liceità del culto era determinata dall'approvazione del vescovo: la canonizzazione vescovile rispondeva allo stimolo della vox populi.
Il culto a livello diocesano aveva luogo con cerimonie solenni che prevedevano l'elevazione delle persona santa (dal latino: elevatio) mediante l'esposizione di un sarcofago, del corpo o di sue parti, del reliquiario, spesso legato all'inventio reliquarum, una storia circa il ritrovamento miracoloso delle ossa del santo o del suo sudario (brandeum).
La figura del santo cominciava a delinearsi in maniera più indipendente e a differenziarsi da quella dei martiri e dei confessori dei primi secoli, visto dal credo popolare più come un intercessore di grazie divine che non un modello a cui aspirare: diventava sempre più forte il legame fra la figura del santo ed il miracolo, da un lato elemento essenziale per la sua canonizzazione, dall'altro via per il popolo per ottenere favori divini per superare le enormi difficoltà materiali del periodo. Per canonizzare un defunto era necessario un concilio o un sinodo dell'episcopato locale, ma a volte era lo stesso pontefice a partecipare, soprattutto per figure di rilievo e prestigio.
Una prima forma di processo di canonizzazione si fissò in età carolingia, ma forse addirittura merovingia: requisiti fondamentali erano il miracolo o il martirio, la stesura della Vita, la presentazione all'autorità ecclesiastica competente e la successiva approvazione.
Prima dell'accentramento pontificio, i vescovi locali - e in particolare i primati e i patriarchi- avevano facoltà di garantire ai martiri e ai confessori un onore ecclesiastico pubblico, che era tuttavia limitata al territorio sottoposto alla loro giurisdizione; soltanto il papa, in quanto regolare della Chiesa universale, aveva il potere di estendere il culto a tutta la Chiesa. All'interno di questa disciplina si insinuarono abusi, dovuti sia alle indiscrezioni del fervore popolare, sia alla negligenza di alcuni Vescovi nell'indagare la vita di coloro ai quali permettevano di essere onorati come santi.
Nel 798, il monaco Alcuino scrisse a Carlo Magno che bisogna diffidare della vox populi durante l'elezione dei principi per evitare l'influenza di effimere emozioni del volgo o la fabbricazione anarchica di santi, che era fonte di inganno.
Nell'Occidente medievale, la Sede Apostolica fu chiamata a intervenire sulla questione delle canonizzazioni per garantire decisioni più autorevoli. Il prestigioso sinodo romano del 993 e la canonizzazione di sant'Udalrico, vescovo di Augusta, da parte di papa Giovanni XV, il 31 gennaio, fu il primo indubbio esempio di canonizzazione papale di un santo vissuto al di fuori di Roma e dichiarato degno di venerazione liturgica per l'intera Chiesa.
Il termine "canonizzazione" apparve nei documenti di papa Benedetto VIII relativi alla canonizzazione di san Simeone di Polirone. Viborada di San Gallo, canonizzata nel 1047 da Clemente II, fu la prima donna ad essere dichiarata santa da un pontefice. La canonizzazione di Ildegarda von Bingen, promossa da papa Innocenzo IV e dai suoi predecessori, fu più volte ritardata dal vescovo di Magonza, che avrebbe voluto mantenere la responsabilità del procedimento, finché essa non ebbe luogo nel XVI secolo.
Da Giovanni XV in poi, il ricorso al giudizio del papa avvenne con maggiore frequenza. Verso la fine dell'XI secolo, i Papi iniziarono ad affermare il loro diritto esclusivo di autorizzare la venerazione di un santo contro i più antichi diritti dei vescovi di farlo per le loro diocesi e regioni ecclesiastiche. I Papi quindi decretarono che le virtù e i miracoli delle persone proposte alla pubblica venerazione fossero approvate nei concili, più precisamente nei concili generali. Papa Urbano II, papa Callisto II e papa Eugenio III si conformarono a questa disciplina.

### XII-XVI secolo
Se Urbano II cominciò un processo di accentramento della questione, inserendo altri requisiti per la canonizzazione come le prove testimoniali, fu papa Alessandro III, nel XII secolo, che rivendicò a sé il potere di riconoscere una persona come santo al fine di mantenere un'uniformità di culto in tutta la Cristianità, inserendo definitivamente i processi di canonizzazione nelle causae maiores Ecclesiae. Tale norma fu poi confermata da Gregorio IX nel 1234, ed inserita successivamente nel Corpus Iuris Canonici.
Durante il pontificato di Alessandro III furono esaminate dodici cause di cui sette furono respinte, mentre per le rimanenti cinque fu autorizzata la venerazione del santo. Alessandro III tentò invano di riservare queste autorizzazioni con il decreto del 6 luglio 1170, ma questa ordinanza non fu emessa senza resistenze e alcune traslazioni di corpi santi ebbero ancora luogo per ordine dei vescovi.
Walter di San Martino di Pontoise fu l'ultimo santo ad essere canonizzato da un'autorità diversa dal papa, nello specifico da Ugo di Amiens, arcivescovo di Rouen.
È opinione comune fra gli studiosi, che il primo processo di canonizzazione di cui ci siano pervenuti gli atti, sia quello relativo a Galgano da Chiusdino, cavaliere poi penitente eremita morto il 30 novembre 1181; il processo, indetto presumibilmente su richiesta del vescovo di Volterra, competente per territorio, da papa Lucio III si tenne nel 1185 (appena quattro anni dopo la morte di Galgano), ma non è certo se, al termine dell'indagine, vi sia stata una sentenza da parte del papa, o piuttosto la commissione pontificia non abbia decretato la canonizzazione del sant'uomo attraverso la cosiddetta jurisdictio delegata, con la quale l'autorità superiore, in questo caso il papa depositario del più alto potere di giurisdizione, trasferisce tale autorità ad una figura gerarchicamente subordinata.
Se la prima canonizzazione da parte del papa risale al 993, la procedura episcopale o la vox populi durò fino al XII secolo.
In vista della canonizzazione di Cunegonda di Lussemburgo nel 1200, papa Innocenzo III promulgò una bolla che confermava le regole introdotte da Alessandro III. La bolla di papa Innocenzo III portò a richieste sempre più elaborate da parte della Sede Apostolica in materia di canonizzazioni.
Nel 1215 il Concilio Lateranense IV vietò la venerazione delle reliquie (anche antiche) senza il consenso del papa. Nel 1234, l'introduzione del breve Audivimus di papa Alessandro III all'interno delle Decretali di Gregorio IX consacrò la "riserva papale" in materia di canonizzazione. L'applicazione fu graduale. Così, fino al XIV secolo, l'approvazione episcopale era ancora sufficiente per stabilire il culto locale di un santo.
Nel XIV secolo, il papa cominciò ad autorizzare il culto di alcuni santi solo in ambito locale prima che fosse completato il processo di canonizzazione. Tale pratica è all'origine della procedura di beatificazione, in cui una persona è detta beata ed è possibile il suo culto solo in ambiti ristretti (singole diocesi o famiglie religiose).

### XVII-XIX secolo
Numerosi cambiamenti ci furono con gli interventi di Sisto V che creò la Congregazione dei riti (con la costituzione apostolica Immensa aeterni Dei dell'11 febbraio 1588) e di Urbano VIII nella sua Coelestis Hierusalem Cives, che arricchì ed articolò la procedura. Nacque la distinzione netta tra beatificazione e canonizzazione, e la riserva papale fu ulteriormente rafforzata a garanzia con una norma di chiusura, con conseguente divieto di venerazione di defunti che non siano stati riconosciuti come santi.
Per la "canonizzazione formale" si richiedevano due miracoli attribuiti al fedele dopo la morte e un decreto a procedere emanato dalla Congregazione, accompagnato da un giudizio consultivo del Concistoro.
Poiché la decretale di papa Alessandro III non pose fine a tutte le polemiche e alcuni vescovi non vi obbedirono per quanto riguardava la beatificazione, di cui avevano senza dubbio fino ad allora posseduto il diritto, papa Urbano VIII emanò la lettera apostolica Coelestis Hierusalem cives del 5 luglio 1634, che riservava esclusivamente alla Sede Apostolica sia il diritto immemorabile di canonizzazione sia quello di beatificazione. Il 12 marzo 1642 la Decreta servanda in beatificatione et canonizatione Sanctorum regolò ulteriormente questi atti.
Nel XVII secolo, la Società dei Bollandisti si impegnò in controindagini sulla vita dei santi per portare alla casi di falsa santità costruiti dall'ideologia, portando a processi di "decanonizzazione". Nel 1930 la Curia Romana si sarebbe dotata di una sezione storica.
L'eminente canonista Prospero Lambertini, futuro Benedetto XIV, nel suo De Servorum Dei beatificatione et de Beatorum canonizatione (in cinque volumi) elaborò le procedure introdotte dalla lettera apostolica Caelestis Hierusalem cives di Urbano VIII, dai Decreta servanda in beatificatione et canonizatione Sanctorum e dalle procedure in suo a quel tempo. La sua opera, pubblicata tra il 1734 e il 1738, regolò le canonizzazioni fino al 1917. Il Codex Iuris Canonici del 1917 recepì la sostanza del trattato, rimasta in vigore fino alla riforma di Giovanni Paolo II nel 1983 e l'inizio del processo di semplificazione con papa Paolo VI.
La beatificazione viene successivamente modificata e più precisamente definita da Alessandro VII e Benedetto XIV.
Durante i pontificati di papa Pio IX e papa Leone XIII vi fu un notevole incremento del numero dei processi; le canonizzazioni furono settantadue, quante quelle celebrate dall'istituzione della Sacra Congregazione dei Riti.

### XX-XXI secolo
Tutta la normativa, frutto di elaborazioni millenarie, rimase in vigore fino alla codificazione del 1917, nella quale fu inserita e rielaborata. La procedura inserita nel codice viene disciplinata in maniera molto dettagliata e minuziosa, con un approccio "positivistico giuridico" che risulterà senza eguali. Con l'introduzione presso la già veduta Congregazione dei Riti della Sezione storica e della Consulta medica, nasce un'autentica metodologia investigativa e valutativa che toglie ampio terreno al classico procedimento di natura giuridica.
L'eccessivo positivismo della prima codificazione, che aveva portato all'esclusione delle indagini sinodali e vescovili e allungato e complicato in maniera esponenziale le procedure, indusse Paolo VI a riformare la canonizzazione, separando una sezione apposita dalla Congregazione dei riti e semplificando il processo in due fasi, un'istruttoria a livello locale, ed una dibattimentale riservata all'ambiente romano, con una riconsiderazione in positivo del ruolo del vescovo e delle decisioni sinodali. Un'ulteriore riforma di Giovanni Paolo II inclina il processo di canonizzazione a favore della teologia de-positivizzandolo consistentemente.
Nel 1939 fu abolito il processo apostolico per cause storiche (riguardanti persone morte da molto tempo), semplificazione estesa nel 1969 alle cause recenti. Lo stesso anno fu sciolta la Sacra Congregazione per i Riti e fu creata la Sacra Congregazione per le cause dei santi per i processi di canonizzazione.
La costituzione apostolica Divinus Perfectionis Magister del 25 gennaio 1983 e le successive istruzioni della Congregazione per le cause dei santi ai fini dell'implementazione del documento pontificio nelle diocesi, continuarono il processo di semplificazione iniziato con papa Paolo VI. La riforma non eliminò la figura del Promotor Fidei, volgarmente noto come Avvocato del Diavolo. Il processo di canonizzazione fu strutturato nelle seguenti tappe: Servo di Dio, Venerabile (Venerabilis), Beato (Beatus o Beata), Santo. I santi sono coloro godono della visione beatifica di Dio in Paradiso. La santità è ritenuto essere un dono che proviene da Dio solo. Con la proclamazione del santo, viene assegnato un giorno della commemorazione valido per la Chiesa universale, la possibilità di consacrare edifici di culto e di celebrare Messe in onore del santo.
Durante il pontificato di Giovanni Paolo II, furono canonizzate 482 persone, più di tutti i suoi predecessori messi insieme. Alla prima canonizzazione del suo pontificato, papa Francesco avrebbe superato questo record, proclamando santi Antonio Primaldo e gli 800 martiri di Otranto.
Degli oltre diecimila santi della Chiesa Cattolica, circa trecento furono proclamati con questa procedura, la maggioranza dei quali fu proclamata per acclamazione popolare. Degli 83 papi canonizzati, quasi tutti lo furono durante il primo millennio del cristianesimo. Gli ultimi canonizzati furono Celestino V, Pio V, Pio X, Giovanni XXIII e Giovanni Paolo II nel 2014, e Paolo VI nel 2018. 
Sebbene il riconoscimento della santità non pertenga direttamente alla Rivelazione, ad esso si applica comunque l'infallibilità papale che lo fa appartenere a pieno titolo al Magistero universale della Chiesa nella misura in cui esso è una verità correlata alla Rivelazione dalla necessità storica. Secondo Tommaso d'Aquino, "è pio credere che il giudizio sia infallibile", pur non trattandosi di un giudizio in materia di fede o di morale.
Nelle Chiese ortodosse orientali, le Chiese sui iuris hanno il diritto di proclamare e glorificare i propri santi, facoltà che è stata raramente esercitata.

## Il procedimento

### Chiesa cattolica
Il riconoscimento di un nuovo santo è, per la Chiesa cattolica, fonte di grande gioia in quanto considerato manifestazione speciale dell'operato di Dio: un nuovo santo è, nel cattolicesimo, un dono che Dio fa alla comunità. Il processo che porta la Chiesa a dichiarare un uomo o donna santo richiede grande attenzione e responsabilità, perché la decisione che ne deriva influenza molte persone: il santo o la santa verrà infatti proposto alla venerazione di tutti i fedeli in tutto il mondo e indicato come esempio da seguire.
Il processo di canonizzazione ha una durata variabile di parecchi anni, ma può arrivare a secoli. Segue due procedure, a seconda che il defunto da canonizzare sia morto di morte naturale o sia stato ucciso come martire. Per il martire la procedura è in qualche modo semplificata, perché tenderà ad accertare soprattutto se si sia trattato di vero martirio, ossia di morte inflitta in esplicito odio alla Fede e alla Chiesa, e dal martire liberamente e serenamente accettata e sopportata in testimonianza di fedeltà e di amore alla fede e alla Chiesa.
Invece, se la persona per la quale si chiede il processo di canonizzazione è morta di morte naturale:
1. il processo di canonizzazione ha origine dalle persone che hanno vissuto con il potenziale santo o santa, che ne conoscono l'operato e lo stile di vita: la comunità della parrocchia, la congregazione religiosa, i direttori spirituali, la comunità in cui ha lavorato, eccetera;
2. questi, detti Attori, incaricano una persona che ritengono adeguata a presentare richiesta al vescovo di riferimento perché apra l'Inchiesta Diocesana su una possibile beatificazione. Tuttavia, sulla base di libri, testimonianze scritte o documenti video, idonei a fornire prove ragionevoli di almeno uno dei requisiti della canonizzazione (quali sono la presenza di un miracolo, o di virtù vissute in modo eroico), il vescovo può anche procedere di ufficio, e non su istanza di parte.

Chi presenta la domanda viene detto Postulatore della Causa, e svolge un ruolo che nel processo comune è quello dell'avvocato difensore, che con insistenza ("postulare" vuole dire appunto "chiedere con insistenza") tende a raccogliere prove vere e a dimostrare la santità. Se la Santa Sede lo ritiene affidabile, diviene la persona di riferimento per il Dicastero delle cause dei santi, cioè l'organismo della Santa sede che si occupa dei processi di beatificazione. L'inchiesta non può iniziare se non sono trascorsi almeno 5 anni dalla morte della persona, a meno che il papa in persona non voglia concedere una dispensa (come nel caso di Giovanni Paolo II su disposizione di Benedetto XVI). Questo criterio di cautela tende a evitare di farsi trasportare da entusiasmi temporanei e intende aiutare a valutare con criterio i fatti:
1. Per prima cosa, il Dicastero delle cause dei santi valuta la richiesta del vescovo e risponde con un Nulla Osta (niente si oppone), autorizzandolo a procedere. Da questo punto in poi il potenziale santo o santa viene detto "Servo (o serva) di Dio".
2. Si procede intervistando quante più persone possibili, valutando documenti e testimonianze per capire se, tra quanti lo hanno conosciuto, ci sia una cosiddetta fama di santità. Se, durante la vita della persona sono avvenuti episodi inspiegabili che possano essere ritenuti "miracoli", questi verranno verificati e segnalati. Ne deriva una raccolta di documenti che viene inviata a Roma.
3. Il Dicastero delle cause dei santi controlla che la raccolta del materiale sia avvenuta in modo corretto, quindi nomina un Relatore della Causa che guiderà l'organizzazione del materiale nella Positio super virtutibus del Servo di Dio. La Positio è quindi un dossier dove si esprime con criterio la "dimostrazione ragionata" (Informatio) le presunte eroicità delle virtù, usando le Testimonianze e i Documenti raccolti nell'Inchiesta Diocesana (Summarium); Nel 1587 venne istituita una figura, contrapposta al relatore, di Pubblico Ministero (chiamato popolarmente l'Avvocato del Diavolo) che in questa fase cerca le prove contro la santità del candidato: errori nella dottrina della Fede, disobbedienze alla Chiesa, comportamenti palesemente o occultamente peccaminosi o viziosi. Questa figura è stata poi soppressa nel 1983 da parte di papa Giovanni Paolo II per snellire il processo di canonizzazione.
4. Si organizza una commissione di 9 teologi, detta Congresso dei Teologi, per l'esame della Positio del postulatore e delle Animadversiones dell'avvocato del diavolo. Se questi danno parere favorevole si ha una riunione di Cardinali e Vescovi del Dicastero delle cause dei santi , terminata la quale il Papa autorizza la lettura del Decreto ufficiale sull'eroicità delle virtù del Servo di Dio. Questi d'ora in poi viene chiamato "venerabile". Questo chiude la prima fase del processo di canonizzazione.
5. La fase successiva è la Dichiarazione di beatificazione, per arrivare alla quale deve essere riconosciuto un miracolo attribuito all'intercessione del venerabile. Qualcuno deve aver pregato la persona e questa deve aver risposto venendo in soccorso con un evento inspiegabile e prodigioso: questo viene ritenuto dalla Chiesa segno inequivocabile che la persona è in Paradiso e di là può e vuole soccorrere i vivi. La cautela in questa fase è ancora maggiore. Perché un miracolo venga preso in considerazione dal Dicastero delle cause dei santi occorre un'inchiesta diocesana, approfondita con lo stesso iter indicato sopra, che andrà consegnata al Dicastero delle cause dei santi .
6. Tra gli episodi a cui la Chiesa cattolica più frequentemente attribuisce carattere miracoloso vi sono: l'incorruttibilità del corpo dopo la morte, come per santa Caterina da Bologna, il cui corpo è ancora integro dopo quasi 550 anni dalla morte; la "liquefazione del sangue" durante occasioni particolari, come san Gennaro; l'"odore di Santità": il corpo emanerebbe profumo di fiori, anziché il consueto odore di morte, come nel caso di santa Teresa d'Avila. Tuttavia il miracolo che si verificherebbe più spesso è quasi sempre una guarigione da malattia grave. Questa deve essere istantanea, senza alcuna spiegazione medica plausibile, definitiva e totale.

La Positio sul miracolo viene quindi esaminata da 5 medici: se questi dichiarano di non sapere dare spiegazione razionale e scientifica dell'avvenimento, si configura la possibilità di ritenerla miracolo. L'avvenuto viene valutato da 7 teologi, quindi da vescovi e cardinali.
1. Terminate queste riunioni il papa (o suo delegato, di norma un cardinale) proclama il venerabile beato o beata in una Messa solenne, quindi stabilisce una data della memoria nel calendario liturgico locale o della famiglia religiosa cui la persona apparteneva.
2. Se viene riconosciuto un altro miracolo, a seguito di una valutazione che ha lo stesso iter e la stessa severità del primo, il beato viene dichiarato santo e il suo culto viene autorizzato ovunque vi sia una comunità di credenti.

I santi vengono distinti fra santi martiri e santi confessori, cui non è stato richiesto il sacrificio della vita. Entrambi hanno vissuto secondo le sette virtù: le tre virtù teologali (fede, speranza e carità), e le quattro virtù cardinali (prudenza, giustizia, fortezza e temperanza). Il vescovo della diocesi in cui il canonizzando si è spento autorizza l'apertura del processo di beatificazione. Da questo momento è definito "servo di Dio" fino all'accertamento di un miracolo da questi compiuto in vita (sempre mediato dalla sua preghiera a Dio); perché altri hanno pregato lui e per la sua intercessione dopo la morte ottenendone un miracolo, sia prima che dopo l'inizio del processo canonico.
Oltre ad essevi almeno un miracolo ascrivibile alla loro opera materiale o alla loro intercessione, è condizione necessaria non solo che i Santi abbiano vissuto secondo le sette virtù, ma anche che ciò sia avvenuto in modo eroico, che quindi sia presente l'eroicità delle virtù. L'universale chiamata alla santità è quanto si trova nell'invito di Gesù alla imitazione e perfezione del Suo esempio nel perdono del prossimo, per meritarsi la salvezza eterna (Matteo 5:43-48).
Propriamente, sono santi tutte le anime e tutti gli angeli che vivono in Paradiso, poiché possono stare davanti al Volto di Dio (comunione dei santi): e sono pregati tutti insieme nella festa di Ognissanti.

#### Costi
Le spese del procedimento sono a carico dei ricorrenti (diocesi, ordini religiosi). Secondo le stime, per questo deve essere fissato un importo di almeno 50.000 euro, che comprende tasse e oneri presso il Dicastero delle cause dei santi, onorari per gli esperti (es. medici), il pagamento del postulatore, il rimborso delle spese per i testimoni, la preparazione della documentazione, il lavoro di traduzione, i costi di stampa, l'abbellimento durante le celebrazioni, ecc.
Nel 1997 sono stati processati circa 1.500 processi di beatificazione e canonizzazione, con un costo medio di circa 250.000 euro per ciascun processo.
Presso la Congregazione per le Canonizzazioni è stato istituito un fondo a favore delle regioni ecclesiastiche più povere. 

#### Canonizzazione equipollente
Resta tuttavia possibile per il papa operare una canonizzazione equipollente o confermazione del cultus: il papa estende alla Chiesa universale, con un semplice decreto, un culto attestato e riconosciuto da molto tempo, riguardante un cristiano le cui virtù o il cui martirio sono generalmente riconosciuti e avente un'ininterrotta fama di prodigi, senza ulteriori indagini e senza attendere il verificarsi di un miracolo specifico. Questa procedura è stata eseguita recentemente sia da Benedetto XVI sia da Francesco.
Riguardo al valore dell'atto pontificio, la Chiesa cattolica attribuisce alla canonizzazione il carattere dell'infallibilità, non esercitata per la beatificazione.
Secondo il pontificato di Benedetto XVI, esistono tre condizioni per la canonizzazione equipollente: 
1. esistenza di un cultus antico della persona,
2. una generale e costante attestazione delle virtù o del martirio da parte di storici credibili,
3. una fama ininterrotta della persona quale operatore di miracoli.

#### Oblazione della vita
Con il motu proprio Maiorem hac dilectionem dell'11 luglio 2017, papa Francesco ha introdotto il criterio dell'offerta della vita (in latino: oblatio vitae) per la definizione della santità. In precedenza, erano considerati martiri prevalentemente coloro che venivano uccisi in odio della fede (in odium fidei).
In questo modo, le vie per ottenere la canonizzazione diventano quattro: il martirio, le virtù di grado eroico, la via delle cause eccezionali (confermata da un culto antico e da fonti scritte, chiamata anche canonizzazione-beatificazione equipollente) e l'oblazione della vita.

#### Canonizzazione e beatificazione
La differenza principale fra beatificazione e canonizzazione riguarda natura e portata dell'atto. Entrambi affermano la liceità di un tipo di venerazione pubblica che onora l'anima di un defunto mediante la preghiera e le altre forme del culto, secondo quanto stabilito da un decreto in forma scritta, pubblicamente consultabile e diffuso. Fin dall'antichità, l'autorità episcopale è l'unica legittimata e preposta per i decreti di beatificazione e di canonizzazione (da parte del papa in quanto vescovo della Chiesa universale).
La beatificazione è un atto che afferma un diritto e ha valenza locale: si può pubblicamente venerare il beato, ma in luoghi e circostanze di culto prestabilite nel decreto di beatificazione, autorizzato dal vescovo locale ovvero dal cardinale e pontefice nel territorio delle rispettive arcidiocesi. La canonizzazione, invece, è un atto che afferma un obbligo, un dovere della fede, e vale per la Chiesa universale: nelle ricorrenze indicate, il santo dovrebbe essere pregato e onorato in ogni luogo di comunità e in ogni tempo fino alla fine dei giorni. Entrambi gli atti, ovviamente, non possono essere né annullati, né i loro effetti nella vita della Chiesa possono essere sospesi per qualche tempo: una volta pubblicati, restano sempre validi senza interruzione alcuna di continuità.
La canonizzazione può essere una canonizzazione formale a seguito di un processo istruito nei modi già descritti, oppure la sopraccitata canonizzazione equivalente.
Il 14 gennaio 2014, l'Osservatore Romano ha pubblicato la notizia dell'introduzione di un tariffario di riferimento per i postulatori e gli attori delle cause, rispetto agli onorari e alle spese di gestione.
A marzo del 2016 è entrato in vigore il regolamento intitolato Norme sull'amministrazione dei beni delle Cause di beatificazione e canonizzazione, che istituisce presso la Congregazione dei Santi un fondo di solidarietà al quale il promotore può chiedere un contributo per le spese di gestione della causa relativamente alla fase romana.
In base alle nuove norme, sempre in relazione alla fase romana, viene istituito un fondo vincolato e specifico per ogni singola causa, qualificato come "fondo di Causa pia", che viene alimentato dalle donazioni e dalle libere offerte di persone fisiche e giuridiche, ed è gestito da un amministratore, nominato dall'attore, con il consenso del vescovo o dell’eparca. L'amministratore tiene traccia dei movimenti in entrata e uscita del fondo, producendo un rendiconto annuale della sua gestione.
Prima della riforma del codice di diritto canonico datata all'anno 1983, dopo la proclamazione del beato era richiesto che vi fossero due miracoli successivi alla beatificazione e attributi all'intercessione del Santo. Accertata la presenza di tali miracoli, si svolgeva un'adunanza ordinaria della Congregazione dei Sacri Riti (detta super tuto) che decideva definitivamente sulla canonizzazione del Santo. A conclusione dell'incontro, il papa siglava la bolla di canonizzazione che non solo consentiva, ma anche comandava la venerazione e il culto del santo in tutta la Chiesa cattolica.

### Chiesa ortodossa
Nelle Chiese ortodosse orientali, la canonizzazione— o più propriamente, nella prospettiva ortodossa, "glorificazione"— dei santi differisce dalla tradizione cattolica sia per quel che concerne il punto di vista teologico sia nella pratica. La glorificazione di un santo è infatti ritenuta un atto di Dio piuttosto che dei membri della Chiesa, a cui è delegato solo il riconoscimento formale di quanto già avvenuto in sostanza.
Secondo quest'ottica, quando un uomo che ha trascorso la propria vita seguendo scrupolosamente i dettami della Chiesa muore, Dio può scegliere se glorificarlo attraverso la manifestazione di miracoli o meno. In caso positivo la devozione al santo incomincia a crescere partendo dal livello più basso, chiamato "radici d'erba". La devozione si sviluppa da tale punto, nel quale non c'è ancora alcun riconoscimento formale, ma in cui i devoti possono decidere di celebrare messe in suffragio (greco: Parastas, russo: Panichida) pregando per lo stesso come si può pregare per un normale defunto che non è stato glorificato. La Chiesa permette di commissionare in suo onore delle icone, che possono essere tenute in casa, ma mai nei luoghi di culto.
Qualora le prove della santità del defunto continuino a manifestarsi, viene iniziata la procedura vera e propria di canonizzazione. La glorificazione può essere posta in essere da qualsiasi vescovo all'interno della propria diocesi, anche se usualmente questa viene dichiarata da un sinodo di vescovi. Prima di arrivare alla dichiarazione di santità vera e propria, solitamente vengono compiute accurate indagini sulla fede del defunto, sui suoi comportamenti e sulle sue opere, cercando inoltre di verificare la veridicità dei miracoli attribuiti alla sua intercessione. La glorificazione finale non rende un individuo santo, ma accerta ciò che in ottica ortodossa era stato già reso manifesto da Dio.
Talvolta uno dei segni determinanti per la successiva santificazione è la condizione delle reliquie: alcuni santi infatti manterrebbero il proprio corpo incorrotto per lungo tempo dopo la loro morte, senza che questo fosse stato precedentemente trattato con particolari artifici. Alle volte, quando vi sono segni di normale putrefazione, possono manifestarsi altri elementi che dimostrano la santità del defunto, quali il colore mieloso delle ossa o l'aroma di mirra che si spande dai resti del corpo. L'assenza di tali manifestazioni non è comunque una prova sufficiente per dichiarare la non santità di un soggetto.
In alcune tradizioni, un individuo già considerato santo dai devoti locali, ma per il quale non è ancora iniziato il formale accertamento di glorificazione, è chiamato "beato". Tale termine tuttavia è spesso utilizzato anche per coloro i quali è già stata accertata la santità, come per gli Stolti in Cristo (ad esempio, "Beata Ksenija") o per coloro per cui questo appellativo è entrato nell'uso comune (come, "Beato Agostino", "Beato Girolamo", e altri). In questi casi il titolo "beato" non implica il mancato riconoscimento della loro santità da parte della Chiesa.
I particolari del Servizio di glorificazione differiscono da diocesi a diocesi, ma normalmente prevedono la formale iscrizione finale nel Calendario dei Santi (assegnando al defunto un giorno particolare all'interno dell'anno nel quale sarà celebrata la sua memoria), la composizione di canti liturgici in onore del santo (normalmente utilizzando particolari inni precedentemente commissionati che vengono cantati per la prima volta durante la cerimonia di glorificazione) e la presentazione della sua icona. Prima della glorificazione stessa solitamente viene celebrata un'"ultima Panichida", un Requiem solenne durante il quale la Chiesa non prega per il riposo dell'anima del defunto (come in precedenza) bensì innalza una Paraklesis o un Moleben per implorare la sua intercessione davanti a Dio.
I martiri non necessitano di una glorificazione formale, poiché, qualora il martirio sia stato conseguenza della loro fede e non ci siano prove di un comportamento non cristiano nel periodo antecedente alla loro morte, è sufficiente la testimonianza del loro sacrificio. Poiché secondo la concezione ortodossa la maggior parte dei santi non sono palesati da Dio, essi rimangono nascosti agli occhi dei viventi: di loro viene tuttavia celebrato il ricordo durante la domenica di Tutti i Santi. In alcune diocesi, la domenica seguente a questa festa, è dedicata alla commemorazione di tutti i santi (conosciuti e non) della Chiesa locale. Così vi saranno le feste di "Tutti i Santi delle Montagne Sacre", di "Tutti i santi russi", di "Tutti i santi americani", ecc.

## Il rito di canonizzazione nella Chiesa cattolica

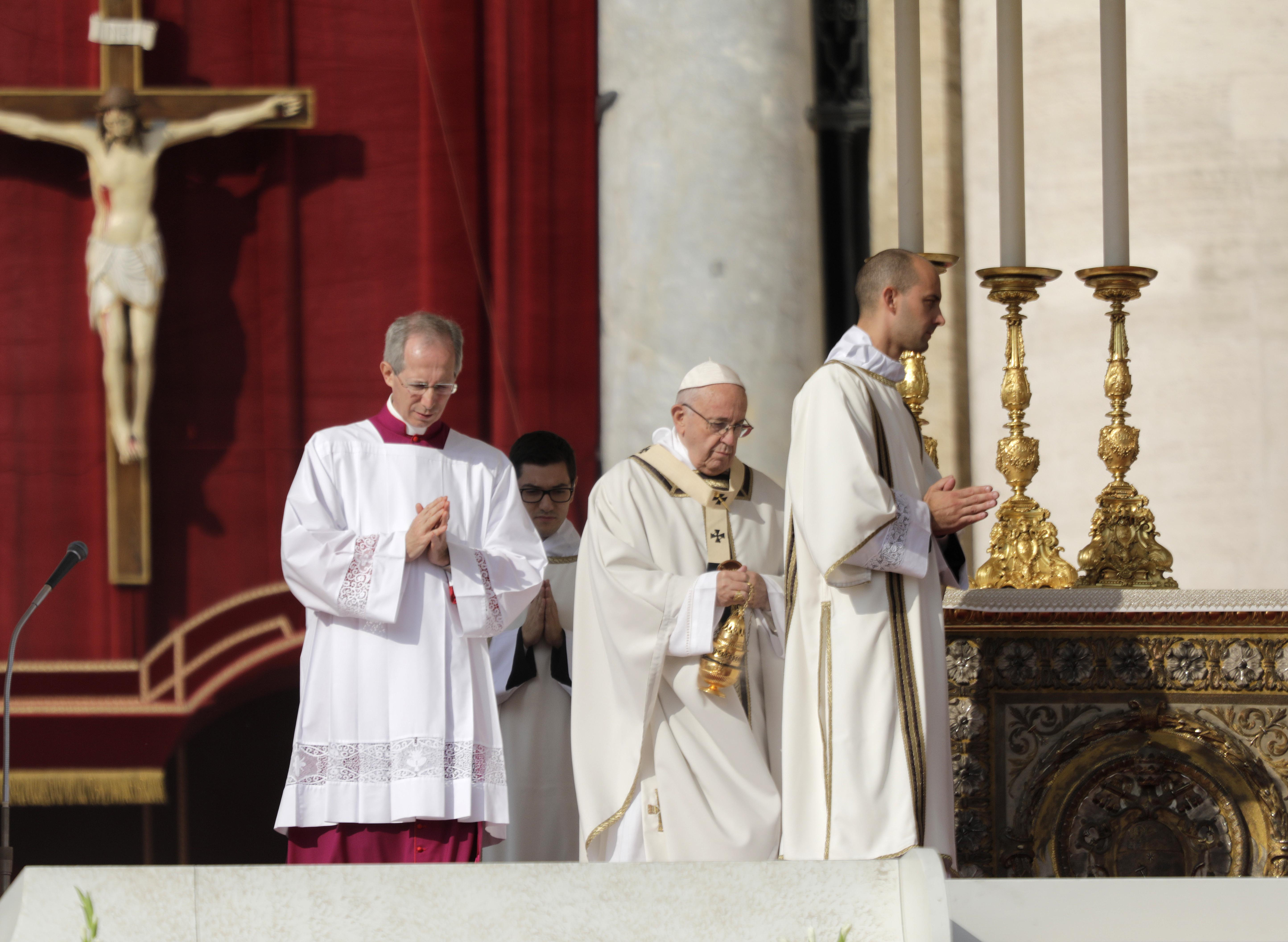
Papa Francesco incensa l'altare durante la messa di canonizzazione di papa Paolo VI, Óscar Arnulfo Romero, Francesco Spinelli, Vincenzo Romano, Maria Caterina Kasper, Nazaria Ignazia di Santa Teresa di Gesù e Nunzio Sulprizio, celebrata in piazza San Pietro il 14 ottobre 2018

Il rito di canonizzazione è inserito all'interno di una solenne celebrazione eucaristica presieduta necessariamente dal Santo Padre. Dopo i consueti riti d'introduzione, il rito della canonizzazione di uno o più beati si articola come segue:
- si esegue l'inno Veni, creator Spiritus, al fine d'invocare lo Spirito Santo;
- il prefetto del Dicastero delle cause dei santi, accompagnato dai postulatori, domanda al papa, tramite la Petitio, che si proceda alla canonizzazione del/la/i beato/a/i declamando queste parole:

- dopo aver letto la Petitio, il medesimo presule tratteggia la biografia e le virtù eroiche del/la/i beato/a/i;
- il pontefice, dopo la aver ascoltato la lettura dei tratti biografici del/la/i beato/a/i, pronuncia queste parole:

- a seguire vengono recitate le litanie dei santi, poiché tra loro saranno annoverati i nuovi canonizzati e, una volta terminate, il papa prega dicendo:

- indossata la mitra e presa nella mano sinistra la ferula, il pontefice, seduto sulla cattedra, pronuncia la formula di canonizzazione, attraverso la quale dichiara e definisce santo/a/i i/l beato/a/i e ne autorizza la celebrazione della memoria liturgica per la Chiesa universale, dicendo:

- al termine della recita della formula di canonizzazione viene offerto l’incenso per la venerazione delle reliquie e viene intonato un inno di lode e di ringraziamento a Dio per il dono del/la/i nuovo/a/i santo/a/i;
- il prefetto del Dicastero delle cause dei santi, insieme ai postulatori, ringrazia il Santo Padre e chiede che proceda alla redazione della lettera apostolica circa l’avvenuta canonizzazione recitando ciò che segue:

- il papa risponde:

Al termine di tale rito, la celebrazione eucaristica procede come di consueto.